# San Pedro Yaneri
San Pedro Yaneri là một đô thị thuộc bang Oaxaca, México. Năm 2005, dân số của đô thị này là 943 người.